# 翁杜维尔
翁杜维尔（法語：Hondouville，法語發音：[ɔ̃duvil]）是法国厄尔省的一个市镇，位于该省中东部，属于莱桑德利区。

## 地理
翁杜维尔（49°8'21"N, 1°7'6"E）面积6.88 平方千米，位于法国诺曼底大区厄尔省，该省份为法国北部内陆省份，北起滨海塞纳省，西接奧恩省和卡爾瓦多斯省，南至厄尔-卢瓦省，东临瓦兹省、瓦兹河谷省和伊夫林省。
与翁杜维尔接壤的市镇（或旧市镇、城区）包括：阿基尼、伊通河畔昂夫勒维尔、卡纳普维尔、韦特维尔。

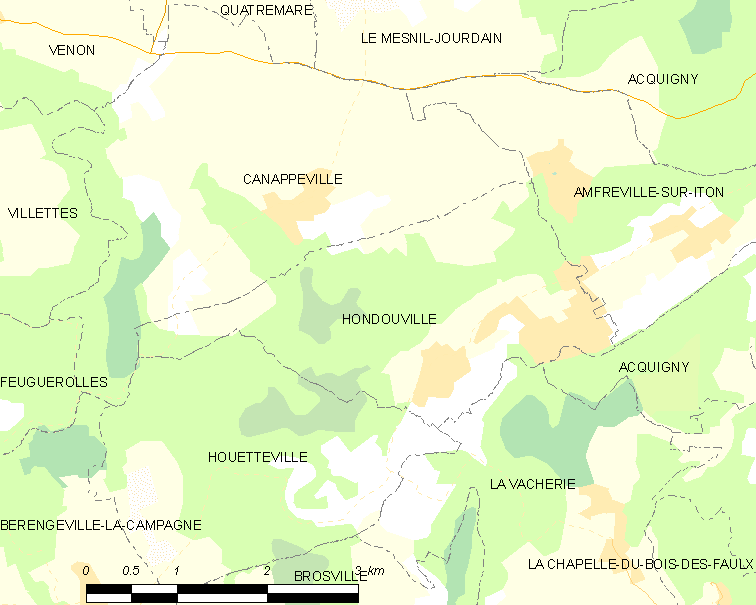
翁杜维尔的OSM定位图

翁杜维尔的时区为UTC+01:00、UTC+02:00（夏令时）。

## 行政
翁杜维尔的邮政编码为27400，INSEE市镇编码为27339。

## 政治
翁杜维尔所属的省级选区为勒讷堡县。

## 人口

1962-2008年间翁杜维尔人口变化图示

翁杜维尔于2022年1月1日时的人口数量为813人。